# カバル (モータルコンバット)
カバル（Kabal）はミッドウェイゲームズとNetherRealm Studiosの対戦型格闘ゲーム『モータルコンバット』シリーズに登場する架空の人物。
初出作品の「Mortal Kombat 3」では、シンジケート「黒龍会（Black Dragon」の元メンバーとして登場し、雷神のライデンに人間界を防衛する戦士として選ばれ、外界（Outworld）の侵略者と戦うことで贖罪を果たそうとした。 しかし、後発の作品では、オリジナルの時間軸では新たな黒龍会のリーダーとして、リブート版以降はクァン・チーのレヴナントとして登場する場面もあり、より悪役的に描かれている。外界の戦士と戦った際に呼吸器系にダメージを負い、生命維持装置を内蔵したヘルメットの装着を余儀なくされている。超人的なスピードを持ち、一対のフックソードを主な武器とする。

## キャスト
演
- リチャード・ディビシオ（『Mortal Kombat 3』 - 『Mortal Kombat Trilogy』）
- ダニエル・ネルソン（映画『モータルコンバット（2021年）』）

担当声優
- ケビン・マイケル・リチャードソン（TVアニメ『Mortal Kombat: Defenders of the Realm』）
- Shaun Hemmerick（『Mortal Kombat: Shaolin Monks』）
- ジャロッド・プラノ（『Mortal Kombat: Armageddon』）
- デイヴィッド・ロッジ（『Mortal Kombat（2011年）』）
- ジョナサン・ケーヒル（『Mortal Kombat 11』）
- デイモン・ヘリマン（映画『モータルコンバット（2021年）』）
- 堀総士郎（映画『モータルコンバット（2021年）』日本語吹替）
- キース・シルバースタイン（アニメーション作品『Mortal Kombat Legends: Snow Blind』）

モーションキャプチャー
- カルロス・ペシーナ（『Mortal Kombat: Deception』 - 『Mortal Kombat: Armageddon』）

## 登場作品

### ゲーム
Mortal Kombat 3
外界の皇帝シャオ・カーンの人間界侵略までカノウとともに犯罪組織「黒龍会」に所属していた。 ライデンに選ばれ人間界の防衛に協力した後、カーンの殲滅部隊の標的となり、激しい攻撃を受け、重傷を負う。それ以来、彼は生命維持と爛れた顔を隠すため、人工呼吸器とマスクに頼らざるを得なくなった。しかし、この襲撃により、カバルは犯罪稼業から足を洗い、人間界の戦士たちと共闘し、シャオ・カーンの軍勢の野望を阻止することに成功した。
Mortal Kombat Deadly Alliance
Red Dragonの幹部でライバルであるマバドとの戦闘で死亡し、フックソードを戦利品として奪われている。また、同作ではカバルは使用不可。「Mortal Kombat: Deception」で、異次元空間Chaosrealmの聖職者ハヴィックがカバルを蘇らせ、彼が縁を切ろうとしていた黒龍会の再建を指示した。後にマバドを倒し、剣を奪い返した。カバルは指示に応じ、性別の壁を越えて過激派テロ組織と取引できる胆力を持ったキラを採用し、 殺人鬼へと身を落とした武道家コブラを留置場から解放した。ハヴィックの要請を受け、新入りの2人を伴って外界を訪れた。エンディングではハヴィックが竜王オナガを倒し、死者を蘇らせる力を持つ彼の心臓を抜き取っている間、人間界の戦士たちの気を逸らすよう命じられた。しかし、カバルは彼を殺し、心臓を自身の手中に収めた。
Mortal Kombat: Shaolin Monks
Wastelandの檻に捕らわれたカバルを助けると一対のフックソードを置いて去っていき、これらは拾って使用できる。
Mortal Kombat: Armageddon
同作ではバイオグラフィが用意されていない。エンディングでは、3度目となるマバドとの対決で、両者のいがみ合いに終止符を打つ。マバドの自決によって勝利を収め、カバルは黒龍会の優位性を誇示するべく、切断した彼の頭部を掲げた。Konquestではキラ、コブラとともに登場。半神テイヴンにコブラと黒龍会の仲間を倒された後、彼の前に立ちはだかった。カバルは黒龍会に入るチャンスを彼に与えるが拒否され、戦いを挑むも敗北した。初期の3作品のストーリーを再構成した2011年のリブート版では、ストライカーとともにニューヨーク市警の暴動鎮圧部隊に所属するが、黒龍会を脱退した設定はそのまま踏襲されている。裏稼業に疑問を抱いて脱退し、自らの能力を前向きに使うため警察に入隊した。シャオ・カーンによる人間界侵略の混乱の中、2人は外界の戦士レプタイルとミレーナを倒すが、カバルはキンタローの吐いた火炎でIII度熱傷の重傷を負い、生死の境を彷徨っていたところをカノウの手で外界へと回収された。また、同作では高速移動の能力は外界での改造手術の際に体得したことになっている。カバルが黒龍会を去った後、カノウは魔術師シャン・ツンの助けを借りて彼を回復させるが、肺は回復不可能なほど損傷しており、人工呼吸器とマスクを装着させた。 カバルは自分の状態に愕然とし、外界を支援するカノウに憤慨した。彼を倒した後、シャオ・カーンの下へ案内させ、そこで皇帝が彼の妻シンデルを将軍の地位に推戴する場面を目撃し、カノウを気絶させて人間界へと逃げ帰った。。 その後、ライデンは彼を人間界の戦士として迎え入れた。しかし、彼とその弟子リュウ・カン が旧神（Elder God）たちと交信している間、シンデルと燐塊（Lin Kuei）のサイボーグたちが人間界の防衛軍に奇襲を仕掛け、全員を殺害された。「Mortal Kombat X」にて、彼らはネクロマンサーのクァン・チーによって、傀儡であるレヴナント（Revenant）として復活させられた。ストーリーモードでもカバルは出番は少ないながら登場する。
Mortal Kombat 11
プレイアブルキャラクターとして復帰。ストーリーモードでは、現在のカバルはレヴナントのまま、時の番人クロニカに従属している。クロニカはライデンを歴史から抹消する計画の一環として時間の異常を発生させた後、黒龍会に在籍していた過去のカバルを現代に召喚した。カノウと合流した折、未来でカバルに重傷を負わせたのはソニア・ブレイドの仕業だと嘯かれ、恨みを晴らすために彼女と交戦した。

## デザインとゲーム上の特徴
『MK3』の制作中、正式な名前が決定するまでは「Sandman」というニックネームで呼ばれていた。共同制作者のジョン・トビアスによると、全体のデザインは『スター・ウォーズ』のタスケン・レイダーから、マスクの円形のレンズは1940年代のアビエイターゴーグルからヒントを得たものであるという。シリーズの共同制作者でありプログラマーのエド・ブーンは、カバルのようなキャラクターのコンセプトについて、「思い付きで作った（"very off the cuff."）」であると述べている。開発者は本シリーズに障がいを持つキャラクターを登場させることの可能性にも関心を持っていた。カバルのフェイタリティはいずれも彼のハンディキャップを揶揄するもので、傷だらけの素顔を晒して相手をショック死させる「Scary Face」、さらに人工呼吸器の空気チューブで相手の頭に酸素を注入し風船のように膨らませ、相手を上空に浮かせて画面外で破裂させる「Inflating Head」を持つ。
「MK3」で武器を使用する2人のキャラクターの内の1人（もう1人はストライカー）であるカバルは当初、フックソードの前に手首に装着する一対のバズソーブレードをメイン武器として使用する予定だった。特殊技の「Tornado」は相手をフラつかせてガードをガラ空きにする技であり、ブーンが少年時代に好きだったコミックキャラクターのフラッシュにインスピレーションを受けている。使用する剣は『MKII』のプリプロダクション中にバラカ のいくつかの初期コンセプトデザインの内の1つとして登場した。 また、1994年12月にハズブロから発売された4インチのモータルコンバットキャラクターのアクションフィギュアでは、一部のキャラクターとセットになった汎用武器として付属した。 ブーンいわく、『MK3』におけるカバルの特殊技が強すぎたため、今後のアップデートではデチューンせざるを得なかったとのこと。『MK:D』以降では、ノースリーブの長いトレンチコートを羽織り、呼吸を補助するバックパック（アンテナ付き）を背負っている。 ミッドウェイ・ゲームズは容量の制約と、コートがはためくことによってゲームプレイが妨げられるという問題から、『MK3』から省略せざるを得なかったため、『MK:D』で実現させた。
2000年のスピンオフ作品「Mortal Kombat: Special Forces」には、負傷したカバルがボスとして登場する予定だったが、トビアスがミッドウェイを突然退社したことに伴う時間の制約から、直前になって多くの変更が加えられ、ゲームからカットされた。 キャラクターのコンセプトスケッチが公開され、後に「MK:SM」で登場した際のデザインが「MK:SF」でも見られるが、ゲームのストーリー上も特に重要な役割を果たすことは無かった。
従来の作品では、傷の跡を示すのはマスクを付けた顔だけで、『MK9』以降は爛れた皮膚のグロテスクな容貌が目立つようになった（「MK11」では一切負傷していない状態のスキンも存在する）。 2011年3月に行われたSpike TVのインタビューで、初めてデザインが公開された。ブーンは、カバルの旧作における技を踏襲し、開発者が「一線を越えている（"crossing the line."）」と感じるようなショッキングなフェイタリティを考案したかったと説明している。 しかし、トビアスは2012年のThe On Blast Showのインタビューで、カバルとストライカーのオリジナルのデザインに不満を持っていることを表明しており、 「過去に遡ってカバルとストライカーを作り直したい。彼らのデザインを変更するか、それとも（彼らの代わりになる）新しいキャラクターを考え出すかは分からないけど（ "If I could go back and redo Kabal and Stryker, I would. I don't know if I'd design them differently or just come up with new characters [in their place]."）と述べた。

## メディアミックス作品
Mortal Kombat: Defenders of the Realm
第11話「Amends」に登場し、カノウと黒龍会を裏切り、カーンの軍勢によって負傷し、後遺症が残ったという「MK3」ストーリーが踏襲されている。番組の元々のストーリーでは、古い劇場内での戦闘で負傷したソニアを救出し、放置された地下鉄に連れて行き、そこでマスクを外し、重傷を負った素顔を見た彼女はショックを受けていた。ライデンからカバルの苦難を聞かされ悲嘆に暮れ、醜い容姿のために受ける偏見に嫌悪感を示し、友情を深めていく。人間界の防衛軍による黒龍会への勝利に貢献した後、正式な加入の話を持ちかけられるが、丁重に辞退し、単独で悪と戦い続ける道を選んだ。声はケビン・マイケル・リチャードソンが担当した。
モータルコンバット2（1997年）
レインに捕まった「人間界最高の戦士の2人（"two of Earth's best warriors"）」として、ストライカーとカバルの名前が挙がっているが、実際には両者ともスクリーンには登場しない。  カバルとストライカーは、脚本の初稿では、バラカが監督する外界のコバルト鉱山（cobalt mine）で奴隷として働く囚人という設定だった。その後、監獄に潜入したリュウ・カンはバラカを戦闘で殺害し、キタナを救出した後、カバルとストライカーは反乱を起こした囚人たちを牽引して看守を撃退した。この設定は省略され、ノベライズ版でも描写は存在しない。
Mortal Kombat: Legacy
2013年9月のFearnetのインタビューで、Rebirthの監督ケヴィン・タンチャローエンは、同シリーズにカバルを登場させたかったが、予算の都合とキャラクターの背景や外見の複雑さが相まってキャンセルしたことを明かした。2012年6月、タンチャローエンはTwitterにリブート映画の製作草稿の2つの箇所を映したスクリーンショットを投稿し、そのうちの1つはカバルがジャックスに "Captain Briggs"と呼びかける場面であった。第1シーズンでジョニー・ケイジを演じたマット・マリンズは、2011年にKamidoguのインタビューで、ケイジ役に決まっていなければカバルを演じたかったと語っており、「彼は善と悪の両方から影響を受けていて、あまり彼が物語に登場する姿を見たことがない（"He has been influenced by both good and evil and we have not seen a lot of him in different storylines."）」と述べた。
モータルコンバット（2021年）
オーストラリア出身のスタントマンのダニエル・ネルソンが演じ、デイモン・ヘリマンが声を務めた。同作のカバルはかつてのカノウのライバルという設定である。ストライカーの警察バッジを所持しており、彼に遭遇したか殺害した可能性が示唆されている。

## 商品展開
2012年にJazwaresから、2.5インチのチビフィギュアコレクションでスコーピオン、クァン・チー、シャオ・カーンと同時にカバルのフィギュアが発売された。

## 批評
主に肯定的なファンや批評家の反応を得ており、「MK3」ではあまりに強力だったという理由で注目を浴びることもあった。 Fearnetは2011年のシリーズの最も陰惨なフィニッシャーを取り上げた特集でセクターのフェイタリティ「Compactor」について語る中で、「MK3」はバランスの良いキャラクターが揃っていると評し、「あのカバルとかいうヤツを除いて（"except for that jerk Kabal."）と付け加えた。Prima Gamesのブライアン・ドーソンは、カバルを「Cheapest Characters in Mortal Kombat History」と題したリストで取り上げ、（「MK3」において）初心者が簡単に勝ちたいがために使ってた（"Kabal was that one character [in MK3] that all of the novice players used to try to get easy wins."）とコメントした。UGO Networksが2012年に発表した「Top 50 Mortal Kombat Characters」では19位にランクインし、Complexはカバルを「The Most Brutal Fighters In “Mortal Kombat”（最も残忍なファイターのランキング）」で16位にランク付けした。「彼がかつて黒龍会の一員であったこと、超人的なスピードとフェイタリティ、それらすべてが彼の冷酷さを際立たせている（"The fact that he was once a member of the Black Dragon clan; his superhuman speed and his fatalities, all contribute to his ruthlessness."）」と評されている。Den of Geekの「Mortal Kombat Characters Ranked」では12位にランクインし、「謎に満ちた印象的な外見、多くの傷跡、イカしたフックソード、そして悪から善へと転向した背景を持っているアンチヒーローの代表的存在だ（"he was the absolute definition of anti-hero who had the striking appearance filled with mystique, the many scars, the sweet hookswords, and the evil-turned-good backstory."）」と述べられている。2010年、Game InformerのDan Ryckertはリブート版モータルコンバットに登場してほしいキャラクターとしてカバルを挙げている。411mania.comのアルマンド・ロドリゲスは、2011年のリブート版でその出自を再構築されたカバルを、お気に入りの「モータルコンバット」キャラクター10人のうちの5位に選んだ
。
また、カバルは「MK3」における最悪と見なされているフェイタリティでも注目を集めた。 Game Informerは、彼のフェイタリティの「Scary Face」が「カバルを、バカみたいなフェイタリティのカリスマとしてみなす固定観念を生んだ（"cements Kabal as the Master Of The Crappy Fatality"）とコメントし、1UP.comのDavid Saldanaも似たような評価を行った。ScrewAttackの「Top 10 Worst Mortal Kombat Fatalities」では9位にランクインし、彼の「MK3」におけるフィニッシャーを「かなりぶっ飛んている（"pretty much blew"）」と見なし、ゲーム内で「最も強力なキャラクターの1人（"one of the most broken characters"）」であることの「代償だ（"a tradeoff"）」と意見している。しかし、Prima Gamesが2014年に公開した「The Top 50 Mortal Kombat Fatalities of All Time」では「Head Inflation」が25位にランク付けされた。UGOは2012年の「Top 11 Mortal Kombat Fatalities」で6位にランク付けし、同時にカバルの外見を「マッドマックス2の没キャラみたい（looked like a reject from The Road Warrior）」と表現しており、411Mania.comのロドリゲスはこのフィニッシャーを「シリーズで最も面白い要素の1つ（"one of the funniest things in the entire series."）」と評した。「MK9」における、フックソードで相手の腸を引きずり出すフェイタリティ「It Takes Guts」は、We Got This Coveredによる「Mortal Kombat's Best Fatalities」では高く評価されており、International Business Timesが実施した「Top 10 Mortal Kombat 9 Fatalities」でも取り上げられている。GameRantが2011年に発表した「Top 10 Fatalities Of Mortal Kombat 9 (2011)」では6位にランクインした。